# Nemzeti emlékhely

A magyar királyi jogart is díszítő kettős csomó lett a nemzeti emlékhelyek logója

A magyarországi nemzeti emlékhelyek a magyar történelem legfontosabb helyszínei, melyek megtestesítik a nemzeti emlékezetet valóságban és jelképesen is. Az emlékhelyek gyakran műemlék épületek, de vannak köztük temetők, emlékparkok is, mert nem az építészeti értékük adja a jelentőségüket, hanem a történelemben betöltött meghatározó szerepük. Az emlékhelyeket felkeresők megismerhetik a magyar történelemben fontos, sorsdöntő események helyszíneit.

## Jogi háttér
A kulturális örökség védelméről szóló törvény alapján
Nemzeti emlékhely: a nemzet történelmében meghatározó jelentőséggel bíró helyszín, amely a magyar nemzet, illetve a magyar és az ország területén élő nemzetiségek összetartozását erősítő és identitásképző jellegénél fogva a nemzet önképében kiemelkedő fontossággal bír, továbbá amely országos jelentőségű állami megemlékezés színhelye lehet, és amelyet az Országgyűlés törvénnyel nemzeti emlékhellyé nyilvánít.
A törvény szerint nemzeti emlékhely az az épített környezet vagy természeti helyszín lehet, ahol a múltban gyökerező, jövőt meghatározó, a nemzet emlékezetére méltó esemény, vagy irányadó állami döntés, intézkedés valósult meg. Kiemelt nemzeti emlékhely az a helyszín lehet, amely mind a nemzeti történelemben, mind a Magyar Állam történetében kiemelkedő jelentőséggel bír. Az emlékhelyek listáját a törvény 2. melléklete sorolja fel.

## A nemzeti emlékhelyek listája
A 2016. évi XCII. törvénnyel kibővült lista szerint egy kiemelt nemzeti emlékhelyet és tizenhat nemzeti emlékhelyet jelölt ki Magyarországon a Nemzeti Emlékhely és Kegyeleti Bizottság. 
- Kossuth Lajos tér
(Budapest)
kiemelt nemzeti emlékhely
- Fiumei úti sírkert
(Budapest)
- Hősök tere
(Budapest)
- Magyar Nemzeti Múzeum
(Budapest)
- Rákoskeresztúri Új köztemető 298., 300. és 301. parcella
(Budapest)
- Budai Várnegyed
(Budapest)
- Debreceni Református Kollégium és nagytemplom
(Debrecen)
- Egri vár
- Mohácsi Történelmi Emlékhely
- Nemzeti Történeti Emlékpark (Ópusztaszer)
- Katonai Emlékpark Pákozd
- Pannonhalmi Bencés Főapátság
- Bencés apátság
(Somogyvár-Kupavár)
- Koronázóbazilika romkertje
(Székesfehérvár)
- Széchenyi-kastély
(Nagycenk)
- Szigetvári vár
- Várhegy és Víziváros
(Esztergom)

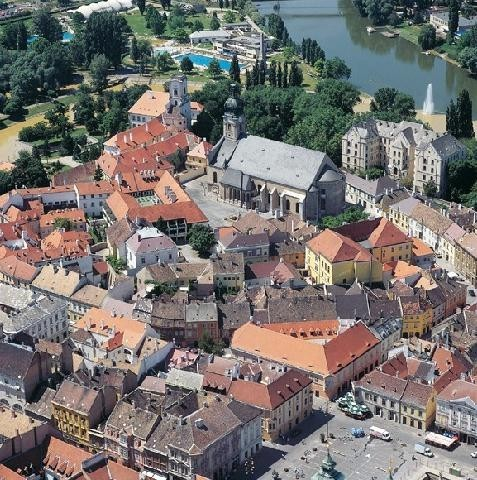
Győr, káptalandomb
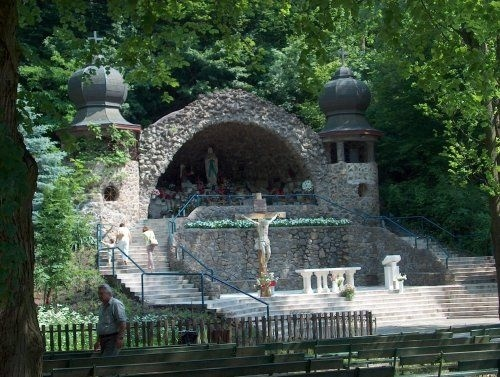
Mátraverebély-szentkúti kegyhely
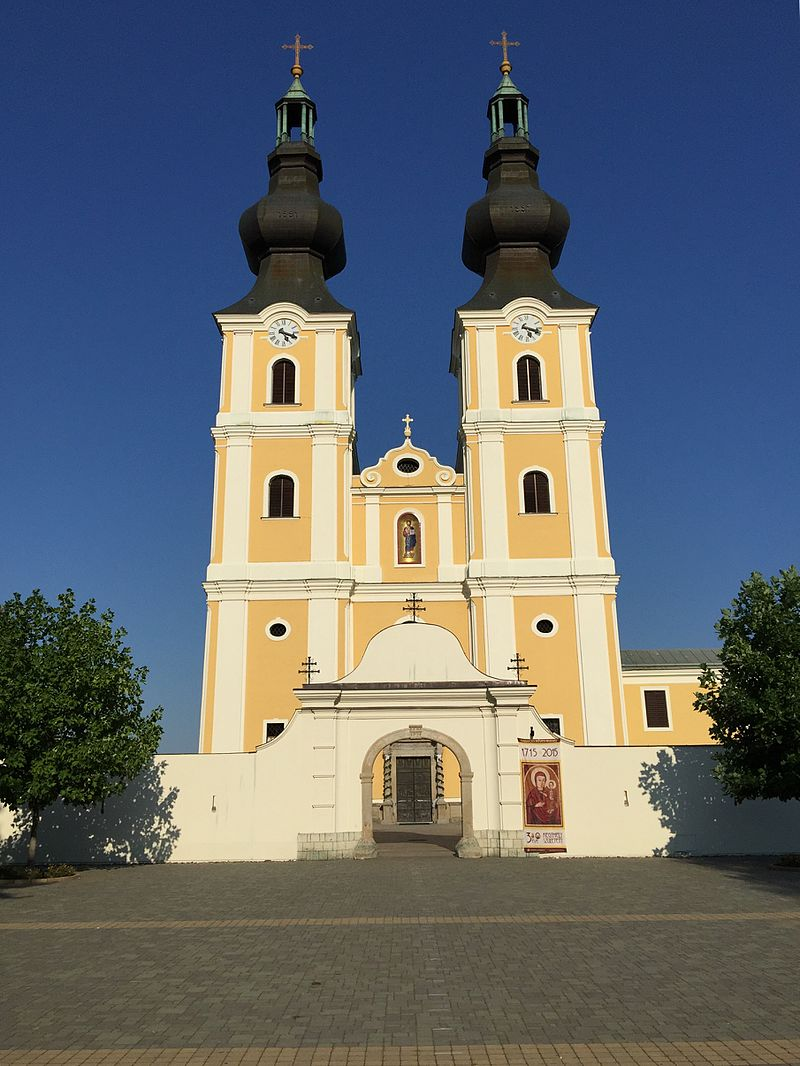
Máriapócsi kegyhely

## Logó
A nemzeti emlékhelyek logójának a kettős csomót („Salamon-csomó”) választották, mely a magyar királyi jogar tetején levő aranylemezen is látható. A végtelenített vonalmintát formázó szimbólumnak a középkorban bajelhárító képességet tulajdonítottak.
2015 szeptemberében a Magyar Nemzeti Bank új 50 forintos érmét hozott forgalomba, melynek hátoldala ezzel a jelképpel népszerűsíti a nemzeti és történelmi emlékhelyeket. Az érmét Kósa István fővésnök tervezte, amelyből 12 ezer számozott érmét is kiadtak, a rendelet szerint pedig 2 000 000 darab készíthető belőle.
Az érme előlapjának szélén található gyöngysor-szegélyen belül, köriratban a „NEMZETI ÉS TÖRTÉNELMI EMLÉKHELYEK” és – két oldalt ponttal elválasztva – a „MAGYARORSZÁG” felirat olvasható. A körvonal által határolt középmezőben kettős csomót ábrázoló embléma látható, amely az érmét álló helyzetben tartva a nemzeti emlékhelyek, 45 fokkal elforgatva pedig a történelmi emlékhelyek emblémájának felel meg.